# Cocotoní
Cocotoní ist eine Ortschaft im Departamento La Paz im südamerikanischen Anden-Staat Bolivien.

## Lage im Nahraum
Cocotoní ist der größte Ort des Kanton Jankho Amaya im Municipio Achacachi in der Provinz Omasuyos. Die Ortschaft liegt in einer Höhe von 3845 m in einem nach Südwesten zum Seeufer offenen Tal im südöstlichen Abschnitt des Titicacasees, acht Kilometer nördlich der Straße von Tiquina.

## Geographie
Das Klima im Raum Cocotoní leitet sich ab aus der Höhenlage auf dem Altiplano und der Nähe zur großen Wasserfläche des Titicacasees, der die Temperaturschwankungen abmildert.
Die Jahresdurchschnittstemperatur liegt bei 11 °C (siehe Klimadiagramm Achacachi), wobei der Monatsdurchschnitt im kältesten Monat (Juli) mit 8 °C nur wenig von den wärmsten Monat (November bis März) mit 12 °C abweicht. Das Klima ist arid von Juni bis August mit nur sporadischen Niederschlägen, und es ist humid in den Sommermonaten, vor allem von Dezember bis März, mit Monatsniederschlägen von teilweise mehr als 100 mm. Der Jahresniederschlag liegt bei etwa 600 mm.

## Verkehrsnetz
Cocotoní liegt in einer Entfernung von 97 Straßenkilometern nordwestlich von La Paz, der Hauptstadt des gleichnamigen Departamentos.
Von La Paz führt die asphaltierte Nationalstraße Ruta 2 über El Alto in nordwestlicher Richtung 70 Kilometer bis Huarina, von dort weiter entlang des Ufers des Titicacasees über Huatajata, Chua Cocani und Jankho Amaya zur Straße von Tiquina und weiter nach Copacabana und Khasani. Am Westrand von Jankho Amaya zweigt eine Seitenstraße in nordwestlicher Richtung ab und führt weiter vorbei an Cocotoní entlang der Küstenlinie nach Santiago de Huata.

## Bevölkerung
Die Einwohnerzahl von Cocotoní ist im vergangenen Jahrzehnt um etwa ein Drittel angewachsen:
| Jahr | Einwohner         | Quelle       |
| ---- | ----------------- | ------------ |
| 1992 | keine Detaildaten | Volkszählung |
| 2001 | 354               | Volkszählung |
| 2012 | 478               | Volkszählung |
| 2024 |                   | Volkszählung |

Die Region weist einen hohen Anteil an Aymara-Bevölkerung auf, im Municipio Achacachi – zu dem die Region Huatajata bis August 2010 gehört hat – sprechen 94,1 Prozent der Bevölkerung Aymara.